# Blazer

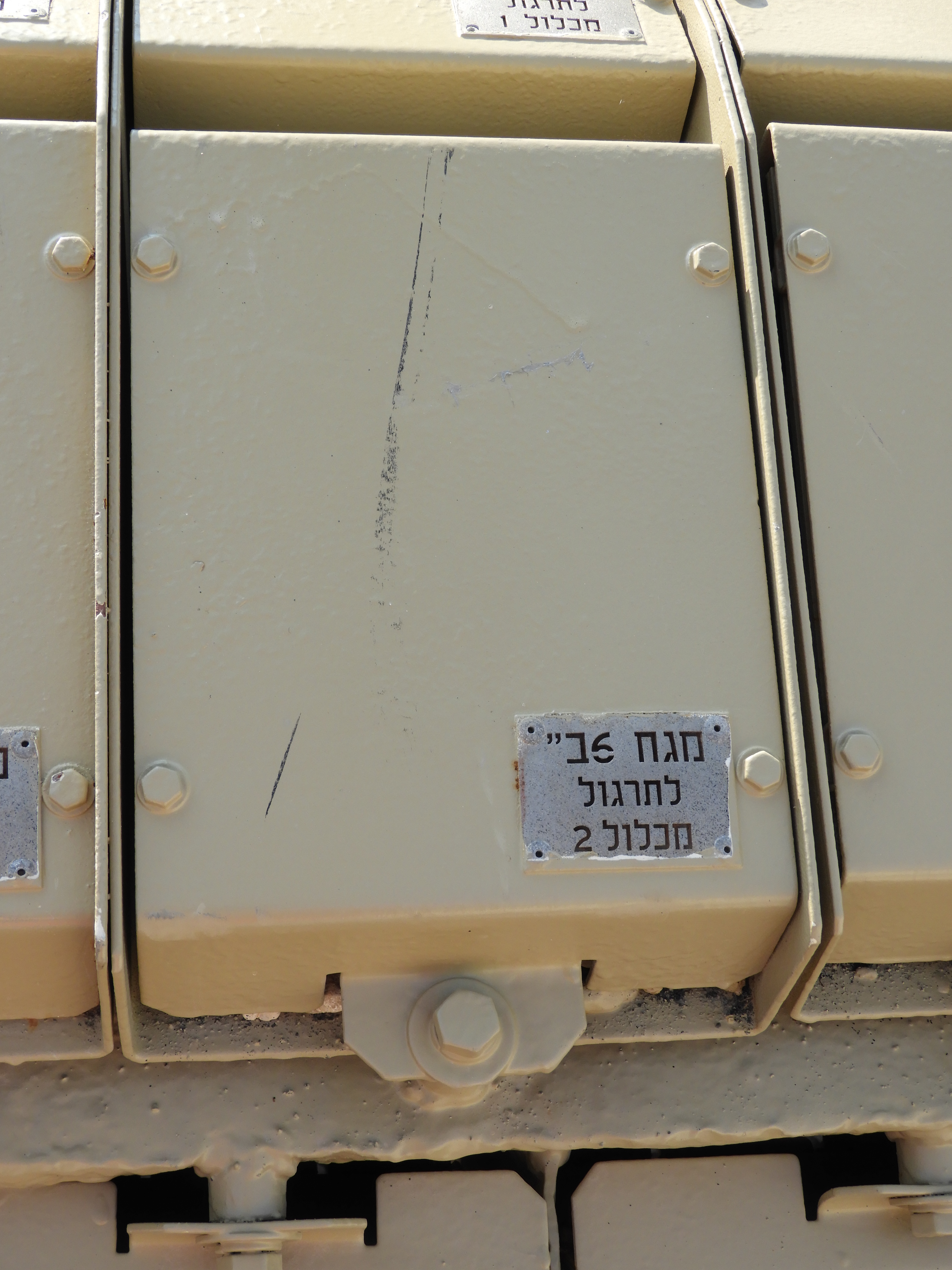
Moduł pancerza reaktywnego Blazer na czołgu Magach 6B

Blazer (hebr. בלייזר), w Izraelu również jako Baltan (hebr. בלטן) – izraelski pancerz reaktywny (ang. Explosive Reactive Armour, ERA) zaprojektowany i produkowany przez firmy Rafael i Israel Military Industries (IMI) przede wszystkim na potrzeby Korpusu Pancernego Sił Obronnych Izraela, a także na eksport. Pierwsze zestawy tego pancerza zamontowano na czołgach w 1974 roku. Jego finalna wersja została nazwana Super Blazer. Oprócz armii izraelskiej Blazer jest użytkowany przez United States Army oraz armię Słowenii. Uznaje się, że to Izraelczycy użyli po raz pierwszy na świecie pancerza reaktywnego na swoich czołgach i transporterach, przy czym w boju został wykorzystany dopiero podczas pierwszej wojny w Libanie.
Wojna Jom Kipur (1973) unaoczniła izraelskim wojskowym rosnący potencjał przeciwpancernych pocisków kierowanych będących na wyposażeniu państw arabskich (przede wszystkim 9M14 Malutka) oraz ręcznych granatników przeciwpancernych. W rezultacie izraelski przemysł zbrojeniowy rozpoczął prace rozwojowe nad pancerzem reaktywnym, który zapewniłby większe bezpieczeństwo załogom czołgów oraz transporterów opancerzonych. Powołano zespoły składające się z projektantów, ekspertów i żołnierzy, którzy wymieniali się doświadczeniami. Prace zakończyły się stworzeniem przez firmę Rafael systemu Blazer w postaci dodatkowo montowanych modułów. Na rynku krajowym i zagranicznym Blazer reklamowany i sprzedawany jest przez Rafaela i IMI. Finalną i najbardziej zaawansowaną wersją Blazera jest Super Blazer, pancerz, który może być montowany na każdym czołgu i transporterze w zgodności z zainstalowanymi systemami optycznymi i ogniowymi.

## Konstrukcja

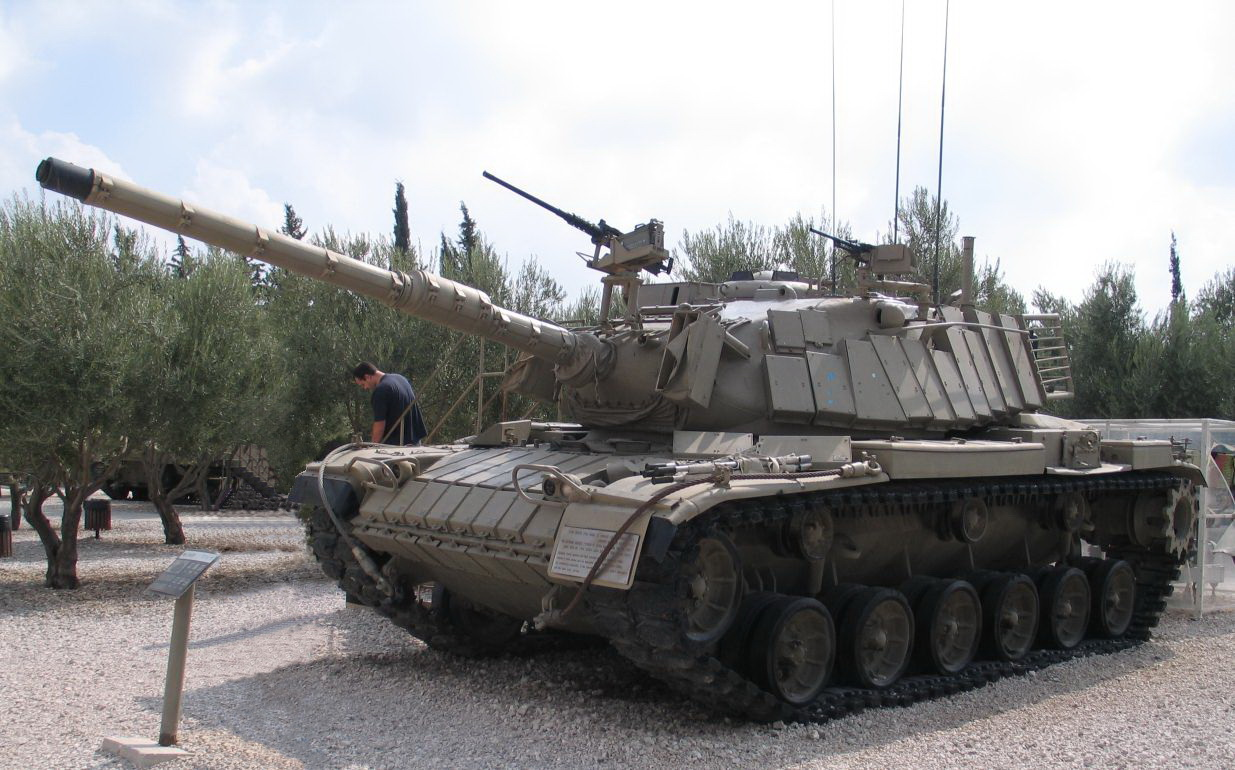
Czołg Magach 6 z zamontowanymi modułami Blazer

### Blazer
Zestawy pancerza Blazer składają się z modułów o różnych kształtach, które mogą być przymocowane do uchwytów na wieży i kadłubie czołgu przez jego załogę przy pomocy śrub. Taka forma montażu zapewniała możliwość szybkiej wymiany lub uzupełnienia poszczególnych modułów oraz nie wymagała wyspecjalizowanej do tego obsługi lub warsztatów.
Każdy moduł składa się z plastycznego materiału wybuchowego pomiędzy stalowymi płytkami. Działanie takiego modułu polega na wykorzystywaniu chemicznie zmagazynowanej energii. W momencie uderzenia pocisku kumulacyjnego materiał wybuchowy eksploduje wewnątrz modułu. Siła eksplozji jest kierowana na zewnątrz elementu pancerza skoncentrowanym w kierunku przeciwnym do tego, z którego nadlatuje głowica i powoduje zniekształcenie pocisku oraz wytracenie przez niego prędkości. Dzięki temu pocisk nie jest w stanie przebić pancerza głównego pojazdu. Twórcy zapewniali, że ostrzał z broni o kalibrze do 23 mm, ani odłamki pocisków artyleryjskich nie są w stanie doprowadzić do detonacji ładunku w modułach.

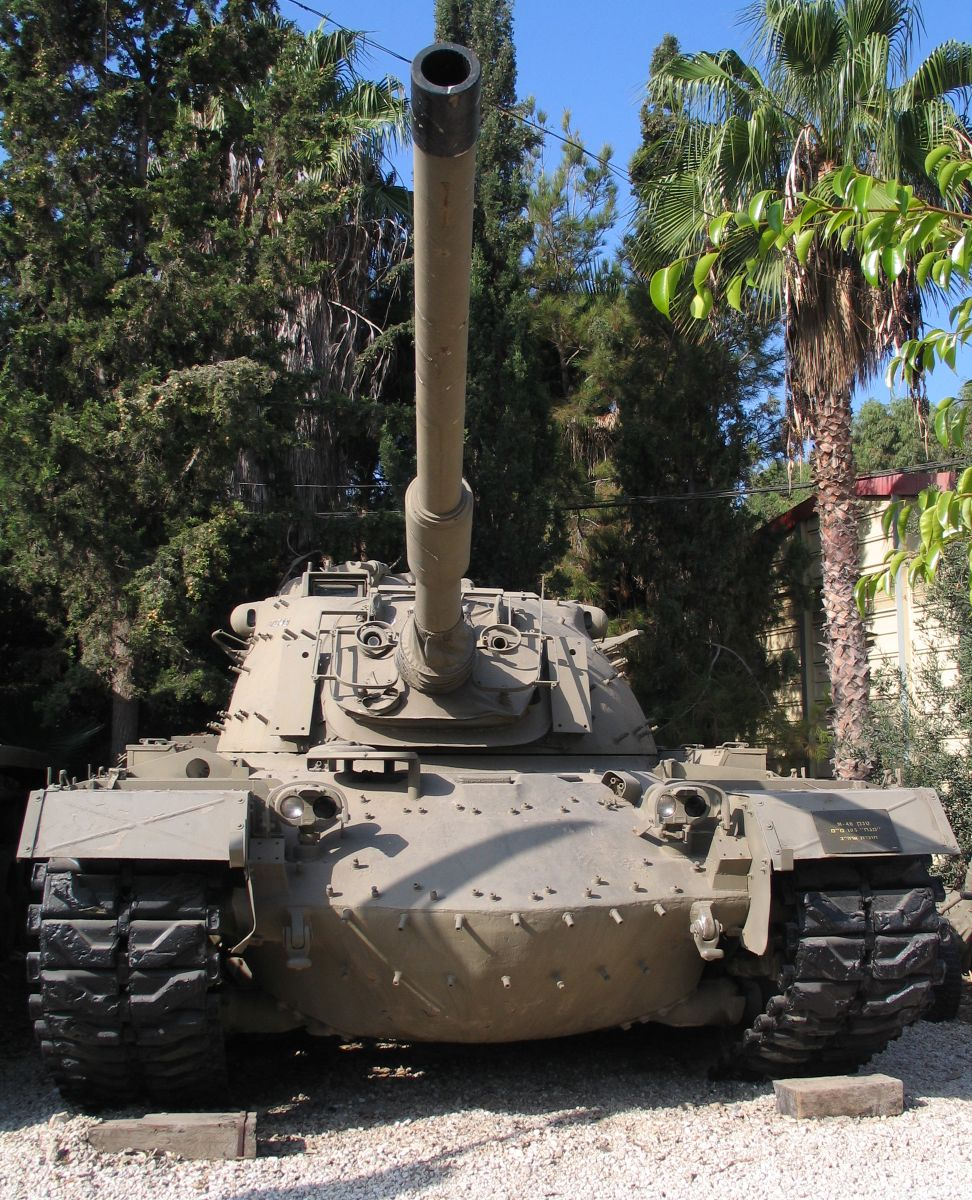
Magach z widocznymi mocowaniami na pancerz reaktywny Blazer na kadłubie i wieży

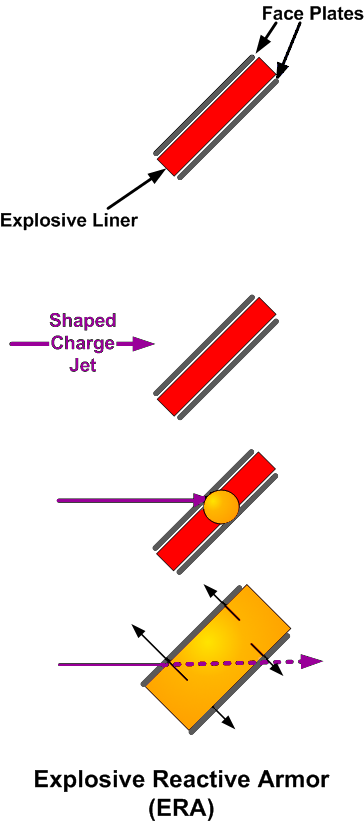
Działanie pancerza reaktywnego

Montaż pełnego zestawu pancerza reaktywnego Blazer może zwiększyć masę pojazdu o dodatkową tonę.
Według zapewnień Israel Military Industries Blazer zapewnia:
- pełną ochronę boków wieży czołgu przed pociskami typu AT-3 Sagger/9M14 Malutka przy kącie uderzenia pocisku 30°,
- pełną ochronę przodu kadłuba czołgu przed pociskami z granatnika RPG-7 przy każdym kącie uderzenia granatu,
- ponad 70% ochronę przodu kadłuba czołgu przed pociskami AT-3 Sagger/9M14 Malutka przy każdym kącie uderzenia pocisku[1].

Moduły Blazera nie weszły do szerokiego użytku. Po pierwsze obawiano się jaki wpływ będzie wywierać potencjalna eksplozja modułów na towarzyszącą czołgom piechotę. Bano się, że żołnierze mogliby zostać ranieni przez odłamki modułów. Po drugie, zastanawiano się, czy eksplozja jednego modułu nie spowoduje detonacji kolejnych ładunków, co mogłoby uszkodzić elementy pojazdu. Po trzecie, pancerz taki mógłby być nieefektywny przeciwko pociskom używanym przez czołgi wroga, a jednocześnie pełny zestaw Blazera zwiększał masę pojazdu i zmniejszał jego mobilność. Ponadto wojskowi zastanawiali się jak często trzeba by wymieniać moduły pancerza, a co za tym idzie, jaką ich ilość armia musiałaby nabyć. Za wadę uznawano wielość kształtów poszczególnych modułów na pancerzu. Uważano, że próba ich jak najlepszego dopasowania może okazać się zbytecznym wysiłkiem w stosunku do przewidywanych korzyści.

### Super Blazer
Super Blazer jest finalną wersją rozwojową pancerza Blazer. Został on dostosowany do montażu na każdym czołgu tak, aby spełniać wymogi zainstalowanych systemów ogniowych, optycznych, gaśniczych.
Konstrukcja tej wersji pancerza zapewnia ochronie nie tylko przed pociskami kumulacyjnymi, ale także przed pociskami podkalibrowymi. Ponadto moduły nie są wrażliwe na amunicję przeciwpancerną o kalibrze do 23 mm, a także odłamki moździerzowe i artyleryjskie z odległości 2 m. Według producentów Super Blazer spełnia wymagania norm armii Stanów Zjednoczonych dotyczących testowania sprzętu – MIL-STD-810.

## Użytkownicy
| Siły Obronne Izraela  | Magach                               | Wojna na wyczerpanie i wojna Jom Kipur sprawiły, że Izraelczycy chcieli zwiększyć odporność Magachów na broń przeciwpancerną. W związku z tym zestawy Blazer lub mocowania na nie zaczęto montować na Magachach 3 (zdjęcie obok). Późniejsze wersje, czyli Magach 5, Magach 6 (wszystkie wersje) i Magach 7 miały odgórnie montowane zestawy pancerzy reatywnych. |  |
| Siły Obronne Izraela  | Szot                                 | Doświadczenia wojny Jom Kipur sprawiły, że Korpus Pancerny postanowił zwiększyć odporność czołgu na ataki przeciwpancernymi pociskami kierowanymi i granatnikami przeciwpancernymi. Miały w tym pomóc montowane na wieży i kadłubie zestawy Blazera. W ten sposób dopancerzone Szoty służyły w pierwszej wojnie libańskiej.                                       |  |
| Siły Obronne Izraela  | M-113 Zelda II                       | W ramach dopancerzenia i polepszenia bezpieczeństwa załogi oraz transportowanych żołnierzy armia postanowiła wzmocnić posiadane transportery M-113 Zelda pancerzem reaktywnym Blazer. |  |
| Siły Obronne Izraela  | Nagmachon                            | Na bazie doświadczeń pierwszej wojny w Libanie Nagmachony były wyposażane nie tylko w dodatkowe pancerze pasywne, ale także w zestawy pancerzy reaktywnych. |  |
| Siły Obronne Izraela  | Nagmaszot                            | W celu zwiększenia bezpieczeństwa załogi i żołnierzy Nagmaszoty, budowane na bazie Szotów, również zostały wyposażone w Blazera. |  |
| Siły Obronne Izraela  | Tiran                                | W celu zwiększenia opancerzenia i przedłużenia okresu użytkowania Tiranów Izraelczycy montowali zestawy Blazer na czołgach Tiran 5. Nie była to powszechna praktyka. Dopiero Tirany 6 były objęte powszechnym dopancerzeniem. Wersje, które posiadały pancerz Blazer nazwano Tiran 6S.                                                                            |  |
| US Army               | M2 Bradley                           | W latach 80. XX wieku armia amerykańska miała pozyskać zestawy pancerza reaktywnego dla 50 pojazdów, które zostały użyte podczas operacji „Przywrócić nadzieję” w Somalii. |  |
| US Army               | M60A1                                | W latach 80. XX wieku izraelski pancerz reaktywny był stosowany do modyfikacji czołgów M60A1 dla US Marines. |  |
| Siły Zbrojne Słowenii | M-55 S1 (zmodernizowana wersja T-55) | W latach 1997–1998 armia słoweńska przeprowadzała program modernizacji posiadanych czołgów T-55. Wymianie podlegała optyka, uzbrojenie, a także zamontowano izraelski pancerz reaktywny. |  |